# Halichoeres trispilus
Halichoeres trispilus Randall & Smith, 1982 è un pesce di acqua salata appartenente alla famiglia Labridae.

## Distribuzione e habitat
Proviene dalle barriere coralline dell'ovest dell'oceano Indiano, in particolare da Maldive, Sudafrica, Mauritius, Seychelles e Chagos. Predilige le zone con fondali sabbiosi, tra i 25 e i 65 m di profondità, ma si trova anche lungo le coste rocciose ricche di anfratti.

## Descrizione
Presenta un corpo leggermente compresso ai lati, allungato e con la testa dal profilo appuntito. La lunghezza massima registrata è di 9,5 cm. La colorazione è rosa, spesso pallida, più chiara sul ventre e invece più intensa attorno all'occhio, dove sono presenti anche strisce bianche. Sul dorso ci sono delle piccole macchie nere. Aree dello stesso colore, decisamente più ampie, si trovano una sulla pinna caudale, prevalentemente trasparente con il margine arrotondato, e tre sulla pinna dorsale, che come la pinna anale è bassa e lunga.
Somiglia molto a una specie proveniente dall'oceano Pacifico, Halichoeres pallidus.

## Biologia

### Comportamento
È una specie che può essere trovata sia solitaria che in gruppo. Gli esemplari femminili nuotano in piccoli banchi; talvolta è presente anche qualche maschio.

### Riproduzione
È oviparo e la fecondazione è esterna; non ci sono cure nei confronti delle uova.

## Conservazione
Questa specie viene classificata come "a rischio minimo" (LC) dalla lista rossa IUCN perché è abbastanza comune e non sembra essere minacciata da nessun particolare pericolo.